# 陸鏞
陸鏞（1431年—？），字時鳴，直隸蘇州府崑山縣人，明朝政治人物。進士出身。

## 生平
景泰元年（1450年）庚午科順天府鄉試第八十三名。天順元年（1457年）丁丑科會試第二百七十名，殿試登進士第二甲第八十一名。

## 家族
曾祖父陸子華。祖父陸瑛。父亲陸敬。